# Ablegado
Un ablegado (en latín, ablegatus) era un tipo de enviado por un Papa a un soberano con una misión temporal y concreta. Normalmente era el encargado de portar al soberano algún objeto bendecido.

## Historia

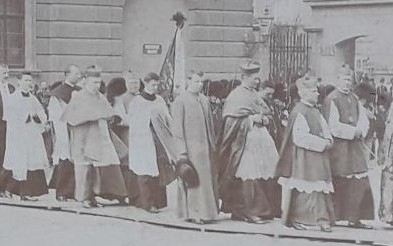
Monseñor Gyula Zichy, ablegado para la imposición de la birreta al arzobispo de Praga, Lev Skrbenský Hříště. Se le ve a la izquierda del cardenal que porta birreta y capa magna en la procesión posterior a la imposición de la birreta. (Praga, 1901)

Desde los siglos XII y XIII papas comenzaron la costumbre de enviar ciertos objetos bendecidos a soberanos, caudillos militares o príncipes para agradecer su adhesión a la Iglesia.
A finales del siglo XV con objeto de dotar de mayor esplendor al envío comenzaron a nombrar clérigos que se conocían bajo el nombre de ablegados.
Tras el Concilio Vaticano II no se nombraron más ablegados.

## Características
Los ablegados se escogían normalmente entre los camareros secretos del Pontífice. En consecuencia gozaban del tratamiento de monseñor. En el caso de ser nombrado un eclesiástico que no fuera camarero secreto, este adquiría de forma automática esta dignidad. Sus credenciales tomaban forma de breve y tenían el rango diplomático de ministro plenipotenciario.
Según el objeto del que fueran portadores, existían dos tipos:
- Ablegados pontificios: las Fajas benditas, el Estoque y Capelo benditos y la birreta cardenalicia.
- Ablegados apostólicos: la Rosa de Oro y, en casos especiales, el capelo cardenalicio.

En contadas excepciones se nombraron ablegados a seglares, teniendo estos el derecho a llevar traje de prelado en el desarrollo de sus funciones como ablegado.

### Individuales
1. ↑  Laurain-Portemer, Madeleine (1970). «Le statut de Mazarin dans l'Église. Aperçus sur le haut clergé de la Contre-Réforme.». Nota 3. Bibliothèque de l'École des chartes (en francés) 128 (1): 10. doi:10.3406/bec.1970.449858. Consultado el 12 de agosto de 2021.
2. ↑  «CANCILLERÍA.- Á la dos y cuarto, S. M. acompañada del Excelentísimo Sr. Ministro de Estado, recibió asimismo en audiencia privada al Auditor de la nunciatura, Monseñor Alejandro Bavona, quién previamente anunciado por el Excmo. Sr. Primer Introductor de Embajadores, tuvo la honra de poner en las Reales manos el Breve Pontificio que le acredita en calidad de Ablegado Apostólico comisionado para presentar la birreta cardenalicia que por encargo del Santo Padre ha de imponer S. M. al nuevo purpurado.». Gaceta de Madrid (182). 30 de junio de 1896. p. 1065.